# Mluvící hlava
Mluvící hlava (v anglickém originále The Telltale Head) je 8. díl 1. řady (celkem 8.) amerického animovaného seriálu Simpsonovi. Scénář napsali Al Jean, Mike Reiss, Sam Simon a Matt Groening a díl režíroval Rich Moore. V USA měl premiéru dne 25. února 1990 na stanici Fox Broadcasting Company a v Česku byl poprvé vysílán 19. února 1993 na stanici ČT1.

## Děj
Homera přes ulice Springfieldu pronásleduje rozzlobený dav, protože drží odřezanou hlavu sochy zakladatele města, Jebediáše Springfielda. Bart, obklopený nevrlým davem, poprosí o pochopení a popíše události předcházejícího dne.
Vypráví, jak si půjčuje pět dolarů od Homera, a vytratí se do místního kina sledovat Mutanti prostoru IV. Na cestě vrazí do skupinky místních chuligánů. Jeden z nich, Jimbo, mu navrhne, ať se s ním a jeho kamarády do kina vplíží bez placení.
Později, po filmu, chlapci hází kameny na Jebediášovu sochu. Jimba napadne, že by soše mohli uříznout hlavu. Bart se pokusí hrdinu města bránit, ale Jimbo a jeho kamarádi se mu vysmějí. Ještě tu noc se Bart nenápadně vykrade z domu a hlavu soše pod rouškou tmy uřeže.
Druhý den jsou samozřejmě všichni Springfielďané pobouřeni stětím hlavy sochy zakladatele jejich města. Bart vyhledá Jimba a jeho kamarády a zjistí, že jsou rozrušení stejně jako zbytek obyvatel, a navíc jejich včerejší řeči nebyly míněny vážně, doufají, že se jim výtržník dostane do ruky, aby mu mohli zlámat všechny kosti. Barta to vyděsí, a tak se vrací domů a poví svojí rodině celou pravdu. Homer se tedy společně s Bartem vydává navrátit soše její hlavu, ovšem naneštěstí jsou přistiženi právě oním rozvášněným davem.
Nakonec Bart přednese řeč, ve které se odvolává na to, že jeho čin spojil město a jeho obyvatele a naučil je cenit si svého dědictví. Springfielďané souhlasí, a tak společně vrátí hlavu na její původní místo, hlava je skoro zázračně spojena s tělem a Bartovi je odpuštěno.

## Produkce
Myšlenka, aby se epizoda odehrávala v retrospektivách, byla původně vymyšlena ve fázi výroby barevného screeningu. Jedná se o první díl, jejž režíroval Rich Moore. Poprvé je zde zmíněn Jebediáš Springfield a Simpsonovi jdou poprvé do kostela. Hlasatel fotbalového zápasu, který Homer poslouchá v kostele, je založen na Keithu Jacksonovi. Jména dvou fotbalistů ve hře jsou Kogen a Wolodarsky, což je odkaz na scenáristy Simpsonových Jaye Kogena a Wallace Wolodarského. 
Jedná se o první díl seriálu, ve kterém se objevují Levák Bob, reverend Lovejoy, Šáša Krusty, Jimbo Jones, Kearney Zzyzwicz, Dolph Starbeam, slečna Albrightová a Apu Nahasapímapetilon. To, že se Bart probudí a najde vedle sebe v posteli hlavu Jebediáše Springfielda, je odkazem na scénu z filmu Kmotr, kde Jack Woltz najde jednoho rána vedle sebe zakrvácenou uťatou hlavu svého vítězného dostihového koně.
Jedná se o jednu ze tří epizod, v nichž se název skutečně objevuje na obrazovce (dalšími jsou Bartova srážka s autem ze druhé řady a Dvaadvacet krátkých filmů o Springfieldu ze sedmé řady).

## Přijetí
V původním vysílání skončil díl v týdnu od 19. do 25. února 1990 na 26. místě v žebříčku sledovanosti s ratingem 15,2 podle agentury Nielsen, což odpovídá přibližně 14,0 milionům domácností. Byl to druhý nejlépe hodnocený pořad na stanici Fox v tomto týdnu, hned po seriálu Ženatý se závazky.
Warren Martyn a Adrian Wood prohlásili, že se jim díl líbil: „Simpsonovi jsou v kostele velmi nefunkční, Homer rozdává příšerné rady a Bart má skutečné morální dilema.“. David B. Grelck v recenzi DVD první řady ohodnotil tuto epizodu známkou 3 z 5 a dodal: „Je to zvláštní díl, jenž se dotýká mnoha bizarních aspektů budoucího seriálu.“. Colin Jacobson z DVD Movie Guide uvedl: „Dobrých malých momentů bylo hodně a celkově to byla solidní epizoda. Líbily se mi objekty, které chlapci viděli v mracích, a objevilo se i docela dost dalších vtipných kousků. Hlava nebyla skvělá epizoda, ale byla obecně zábavná a chytrá.“.